# 詹金斯縣
詹金斯縣（英語：Jenkins County）是美國喬治亞州東部的一個縣。面積973平方公里。根據美國2000年人口普查，共有人口8,575人。縣治米倫（Millen）。
詹金斯縣成立於1905年8月17日。縣名紀念歷任州議員、州長查爾斯·J·詹金斯。